# 赤外線写真
上：近赤外領域で撮影した木、下：可視領域で撮影した同じ木。
赤外線写真（せきがいせんしゃしん）は、近赤外線を撮影した写真である。サーモグラフィーが遠赤外線を撮影するのに対し、赤外線写真は近赤外線と若干の可視光線を撮影する。言い換えれば、赤外線写真で撮影される光の波長は約700nmから900nmである。撮影の際には、通常「赤外フィルター」を使用する。このフィルターは可視領域の波長の光の大部分を遮断するものであり、黒か深い赤色をしている。
赤外フィルターと、赤外写真用のフィルムやセンサーを組み合わせると、「疑似色彩写真」として写ったり、時には「ウッド効果」と呼ばれる写真を撮ることができる。
ウッド効果が明瞭に現れるのは植物の葉である。赤外写真で木の葉や草を撮ると、あたかも雪が積もっているかのように白く輝いて写る。この効果はクロロフィルからの近赤外線の反射によるものであり、自家蛍光の影響は小さい。
赤外線は散乱（レイリー散乱やミー散乱）が起こりにくいため、通常の写真より空が暗くなり、大気の靄が写りやすくなる。空が暗くなるため、それを反射しての水面からの赤外線も減り、雲や靄がより明瞭に撮影されるようになる。また赤外線は人物の皮膚数ミリメートルに浸透してから反射するため、肌は白っぽく写り、目は黒っぽく写る。

## 歴史
写真フィルムの感光剤であるハロゲン化銀（silver halide) エマルションはそのままでは赤外線に対する反応性が低いため、20世紀初頭まで赤外線写真の撮影は不可能だった。赤外線写真を撮るためには、増感色素として染料を入れなければならない。
赤外線写真は1910年、ロバート・ウィリアム・ウッドによって初めて発表された。その際、後に彼の名が入った「ウッド効果」と呼ばれることになる現象についても言及されている。ウッドの写真の撮影には非常に露出時間がかかるため、特殊なフィルムが使用された。ウッドの実験は、ほとんどが風景撮影であった。
赤外線高感度写真乾板は、第一次世界大戦の空中写真撮影を目的として、アメリカ合衆国で開発された。
疑似色彩赤外線写真（後述）の撮影は、1960年代にコダックエクタクローム(Ektachrome) 赤外エアロフィルムタイプ8443が発売されたことで、広く行われるようになった。

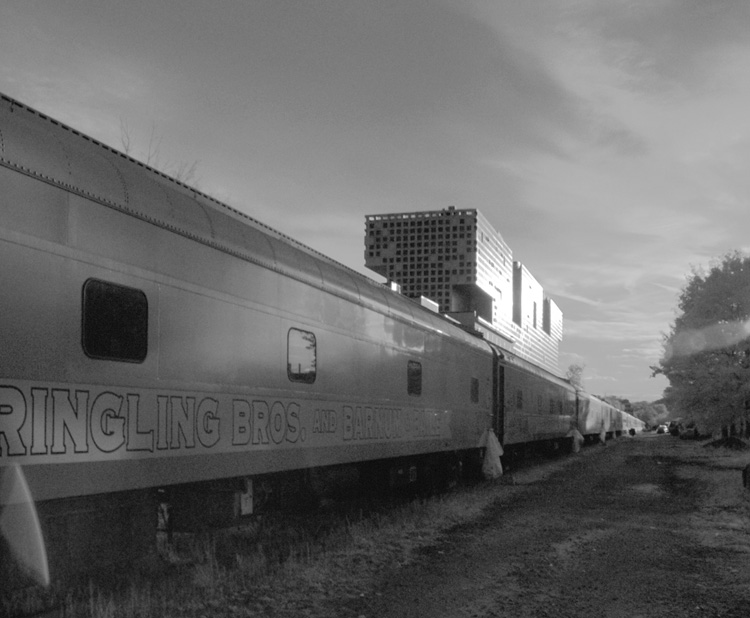
MIT近くで停止しているリングリング・ブラザーズの電車の近赤外写真

1960年代、著名なアーティストたちが赤外線写真を好んで採用した。ジミ・ヘンドリックス、ドノヴァン、フランク・ザッパ、グレイトフル・デッドらは、自身のアルバムの表紙に赤外線写真を使用している。赤外線写真の奇妙な色や雰囲気が1960年代後期のサイケデリックな美意識と合っていると感じられたためである。赤外線写真では容易に奇抜な表現ができるものの、エリオ・チオル(Elio Ciol) などのように白黒赤外フィルムを繊細に用いる写真家もいる。

## 赤外線写真の撮影法
マニュアルフォーカス35mm一眼レフカメラや中判の一眼レフカメラのレンズには赤外線撮影用のインデックスマーク（IRインデックスマーク）が付いている。赤い点、線、菱形、R記号などさまざまである。ピントを合わせた後に距離指標をインデックスマークの位置までずらすことで赤外にピントがあった写真となる。可視光を通さないフィルターを付けると、内蔵露出計やオートフォーカスなどの機能が正しく使えなくなる。また、一眼レフカメラでは撮影レンズがファインダーを兼ねているため、フレーミングやピント合わせができなくなる。そのため、撮影には三脚を用意して、フィルターを取り付ける前にピントを合わせておく必要がある。
撮像素子から直接プレビュー画像が所得できるデジタルカメラでは、ピント合わせは容易に可能である。
綺麗な赤外線写真を撮るためには、絞りを小さくして（例えばF値をF22ぐらいにする）、シャッター速度を遅くする必要がある。絞りをF2ぐらいで使う場合には、フィルターとフィルムに合わせてインデックスマークを正確に設定する必要がある。これは、通常のカメラ用レンズは可視光線で使うことを前提としており、可視光線で合わせたピント位置が必ずしも赤外線におけるピント位置と一致しないためである。絞ることによって被写界深度を大きくするとこの問題を相克できる。
ライカのような一部のレンズメーカーは、自社のレンズにIRインデックスマークを付けていない。それは、IRインデックスマークがうまく使えるのは、特定のIRフィルターとIRフィルムを使用した場合に限られるからである。IRインデックスマークが付いているレンズで撮影する場合にも、事前に試し撮りをしてよく焦点の調整をするのが望ましい。
レンズによっては設計範囲外の赤外光が散乱しやすく、撮影した写真のコントラストが弱くなる可能性がある。

## フィルムカメラでの撮影

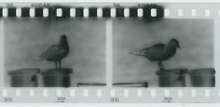
ミノルタMaxxum 4のフレームカウンタに現れた近赤外による黒い靄

近赤外線は可視光よりわずかに波長が長いだけなので、ほとんどのフィルムカメラで赤外線写真を撮影することができる。遠赤外線写真を撮影する場合には、サーモグラフィーという特殊な装置が必要となる。

工夫と努力を重ねれば、普通のフィルムカメラで赤外線写真を撮ることも可能である。ただし、1990年代に流行った135フィルム用のカメラにはパーフォレーションを赤外線センサで感知するものが多く、そのようなカメラで撮影するとフィルムの縁の部分が感光してしまうため赤外線撮影には不向きである。大抵は説明書でその旨が説明されている。パーフォレーションを歯車などで数えるカメラであれば、大抵は撮影が可能である。

### 白黒赤外フィルム
赤外線写真用の白黒ネガフィルムは、波長700〜900nmの近赤外領域の光への感度が高く、波長の短い青い光への感度も高い。コダックの高感度赤外白黒ネガフィルムであるハイスピードインフラレッド（HIE）などを用いた撮影では高輝度部でのハレーションが起こりやすいが、それは赤外線のみによるものではなく、HIEがアンチハレーション層をもたないために起こる。通常のフィルムにはアンチハレーション層が設けられており、高輝度部でのフィルム内散乱はその層に吸収されるためハレーションは起こりにくい。

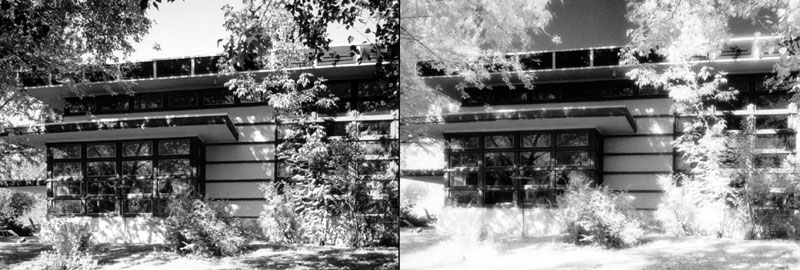
フランク・ロイド・ライトのルーディンハウス(Rudin House) 左：パンクロマチック（全色感光）フィルム写真、右：赤外線写真

多くの白黒赤外線芸術写真は、青い可視光の露出を抑えるため、レンズの上にオレンジ（ラッテン番号 Wratten number) 15か21）、赤（23か25か29）、可視光遮蔽（72）のレンズフィルターを付けて、青色波長の光をさえぎって撮影されている。白黒赤外線写真を撮るときにフィルターを付けるのは、短い波長を遮って、赤外線だけを通すためである。
赤外線写真用白黒フィルムを使ってフィルターなしで撮影すると、画像のコントラストが青い光で付くため、通常の白黒フィルムで撮った画像とほとんど変わらなくなる。写真家の中には、オレンジや赤のフィルターを使うことでわずかに青い光を通過させて、写真に陰影を付けることもある。えんじ色（29）のフィルターを使うと青い光のほとんどを遮ることができ、不透明のフィルター（70, 89b, 87c, 72）を使うと青い光を完全に遮断して更には赤い光の一部も遮る。それらのフィルターを使うと、赤外線写真としてのコントラストがより鮮明になる。
コダック白黒用ハイスピードインフラレッドフィルム（HIE）のように赤外線に高感度のフィルムは、セーフライトによっても感光するものが多く、カメラへの装填・現像といった作業は全暗黒中で行う必要がある。。赤外白黒フィルムは現像時間は異なるものの一般的な白黒フィルム用現像液（例えばD-76）で現像できる。コダックHIEはポリエステルフィルムベースなので、傷つきにくいけれども割れやすく、撮影時や現像時の取り扱いに注意が必要である。赤外線フィルムは一般に化学的にデリケートであるため、冷凍・冷蔵保存が推奨されている。

赤外線フィルム写真が難しい理由の一つは、赤外線に高感度のフィルムの入手が難しいことである。現在、コダックは売上不振を理由に、HIE赤外線35mmフィルムを販売中止している。コダック以外では、エフケ、ローライ、イルフォードといったメーカーから赤外線写真用白黒フィルムが販売されている。サイズも35mmだけでなく、120mmなどがある。ただし、コダックHIEとは感度を始めとする仕様が異なる。コダックHIEの販売停止により、750nm以上の波長に対する感度が良いフィルムは「エフケIR820」だけとなった。

### カラー赤外フィルム

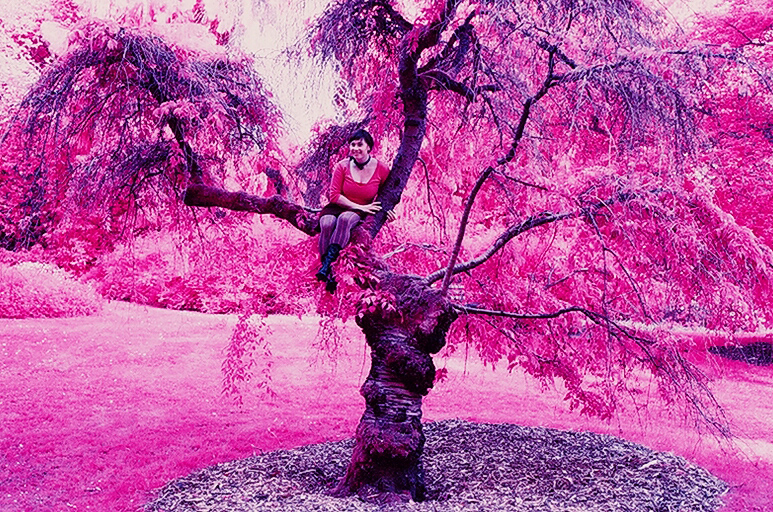
カラー赤外線写真の例

カラー赤外線写真用リバーサルフィルムは一般のカラーフィルム同様に感光層が3層に分かれているものの、近赤外線を赤として、赤を緑として、緑を青として表す。また、全ての層が青で感光してしまうので、撮影時には青い光を除くフィルター（つまり黄色いフィルター）を使用する。植物を写すと、葉が反射する光で健康度合いが分かる。波長変換により、不健康な葉はマゼンタ（桃色）に、健康な葉は赤く写る。初期のカラー赤外線フィルムは、従来のE4プロセス (E-4 process) で現像されていた。その後コダックは現在標準のE-6プロセス (E-6 process) が使えるフィルムを開発した（より綺麗に発色させるためにはAR-5プロセスで現像する必要がある）。ほとんどのカラー赤外線フィルムの取り扱いは完全な暗闇で行う必要は無く、赤外インデックスマークにあわせてピント再調整をする必要も無い。
2007年、コダックは需要の低迷を理由に、35mmカラー赤外線フィルム（エクタクロームプロフェッショナルインフラレッドフィルムEIR）の生産終了を発表した。70mm航空写真用フィルムの生産は続けるとしている。
現在はデジタルカメラで赤外線写真を撮影することができるが、コダックカラー赤外線フィルムとは色の変換が異なるため、似た写真を撮影することはできない。

## デジタルカメラ

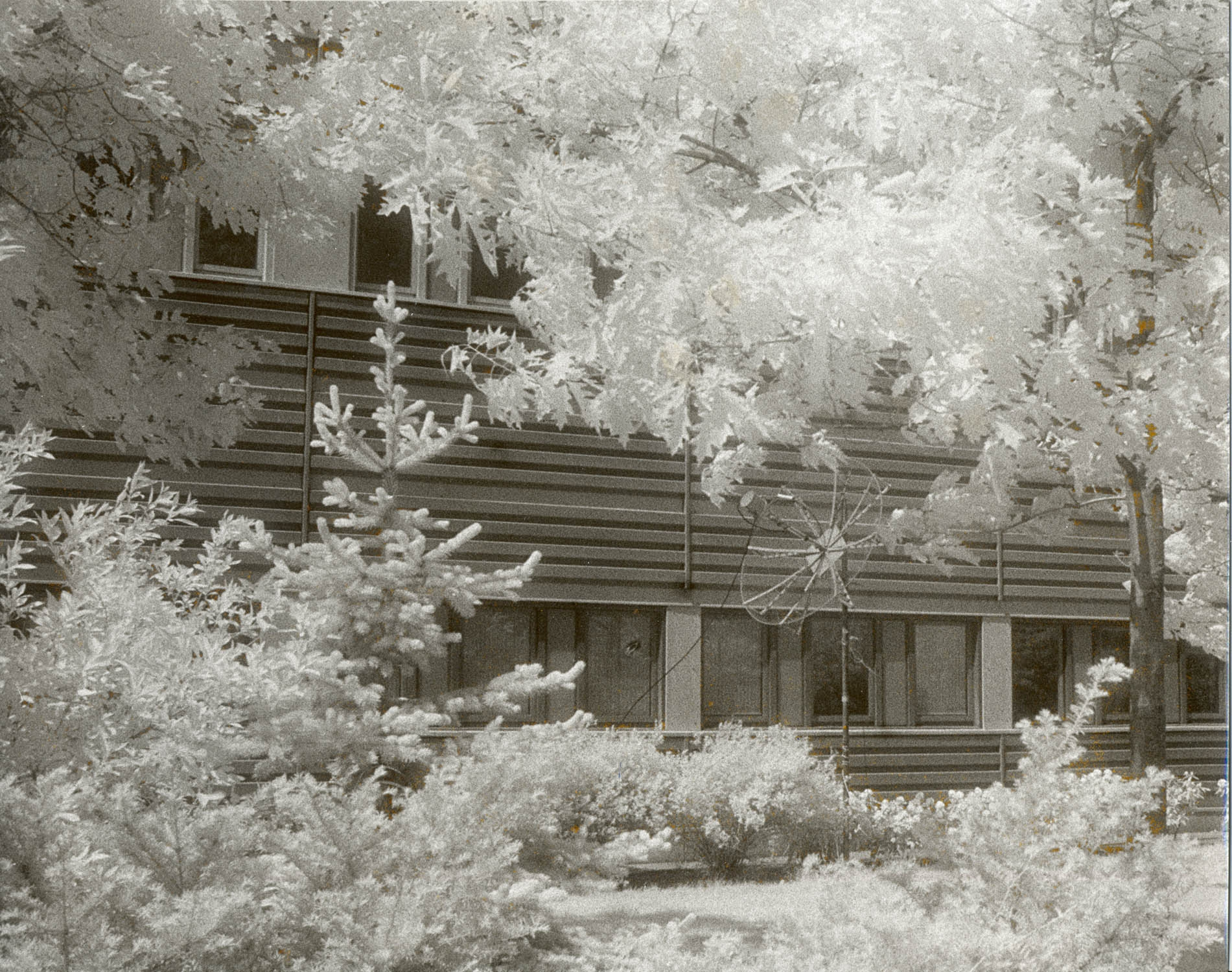
デジタルカメラで撮影した赤外線写真

デジタルカメラは、赤外線センサを利用してさまざまな調整を行っている。そのため赤外線写真を撮ろうとすると、ピントがずれたり（赤外線は可視光と合焦位置が違うため）、色を自動補正しようとしたりと、障害が多い。また、衣類によっては赤外線を通過するため、ビデオカメラでは赤外線撮影可能な機種が出荷中止になった例がある。また、機種と撮影目的によっては、露光時間が30秒程度必要な場合もあるので、ノイズやぶれ無しで撮影することは非常に難しい（これを逆用して、被写体ブレを演出として使う場合もある）。

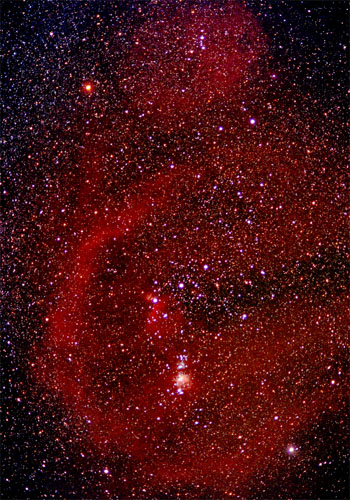
オリオン座の星雲「バーナードループ」・輝線スペクトルである656.3nmの赤色光が主であるが、通常の撮影ではこの波長は感度が低く、殆ど写らない。赤外線撮影では鮮明に撮影可能

以上のような問題の他、一般にデジタルカメラの固体撮像素子の前には、カラー撮影のためのカラーフィルタと、偽解像を防止するためのローパスフィルタがある。いずれも赤外線を阻止することは目的ではないが（波長的には、赤外線をカットするためのフィルタはハイパスフィルタになる）、実際のところかなり赤外線を減衰するため、これらを取り除くことが必要である。それらを取り除き、かわりに可視光を遮るフィルターを設けることで、赤外撮影用のカメラとなる。ライブビューモニタではなくビューファインダーの場合、あるいは一眼レフの場合には、そのように改造した後でも、ファインダー光学系には変更がないことから、通常どおりファインダーを使用し、普通のシャッター速度で三脚を使わないで撮影することも可能である。ただし赤外線と可視光線とに対する特性の違いにより、輝度などは不正確になることもあるし、一般に撮影された画像は「赤かぶり」を起こすようになる。また、赤外線カットフィルターを取り除くとオートフォーカス機能が正常に働かなくなることもある。そもそもマニュアルフォーカスでも、一眼レフで可視光でフォーカシングして赤外撮影すればフォーカスは合わない。
他には、撮像素子がFoveon X3センサーのカメラを使う、という手もある。株式会社シグマのSD10は赤外線カットフィルターとダストプロテクターを取り外して、濃赤または可視光線を完全に遮断するフィルターと交換可能である。Sigma SD14は、特殊なツールを使わずに赤外・紫外カットフィルターを着脱可能である。そのため、非常に高感度のデジタル赤外線カメラとして使用可能である。

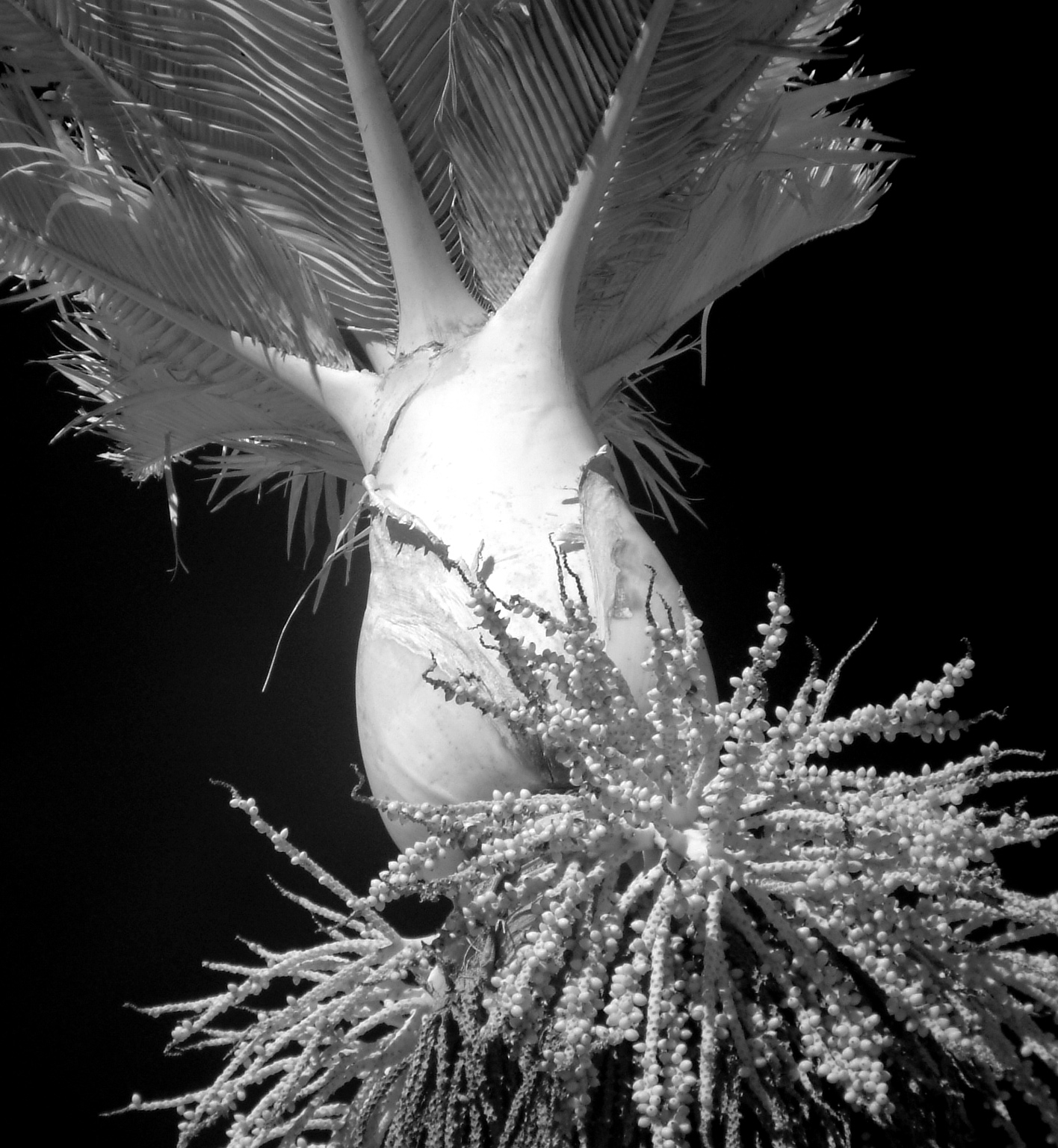
晴天を背景としたニカウパーム、ヤシの木の一種）
屋外赤外線写真に特徴的なハイコントラストを示している。

ソニーのデジタルカメラの多くはナイトショット機能を備えており、赤外線ブロッキングフィルターを光路から外し、赤外線に対して高感度にすることができる。しかしナイトショット機能発表から間もなく、この機能は一部の衣類を透かして撮影してしまうことが分かり、ソニーによって機能が大きく制限されることになった。このモードでは絞りは完全に開かれ、露出時間が1/30秒以上にしか設定ができない。この機能は減光フィルター（NDフィルター）を使用しているため、感度が下がり、露出時間が長いためブレやすくなる。
米富士フイルムは、科学捜査や医療用の赤外線デジタルカメラを生産している。デジタル一眼レフカメラとして最初のモデル「S3 PRO UVIR」は赤外線だけでなく、紫外線に対する感度も高い（紫外線に高感度のセンサーを作る方が難しい）。紫外感度を最大限に生かすには専用のレンズが必要である。赤外線写真撮影であれば、普通のレンズでも可能である。2007年、富士フイルムはNikon D200とFujiFilm S5をベースにした新型の赤外線デジタルカメラ「IS Pro」を発表した。このカメラにはニコンの一眼レフカメラ用レンズ（Fマウントレンズ）を使用することが可能である。また、FujiFilm FinePix S9100の改良版として、非一眼レフの赤外線カメラ「IS-1」がある。IS-1には紫外線撮影機能は無い。他に、近赤外光の天体撮影を主な用途としてキヤノンから発売されたデジタル一眼レフカメラ、"EOS 20Da"が存在する。
人工衛星のセンサーやサーモグラフィーは、遠赤外線に対する感度が高く、前述の赤外線カメラとは目的が異なるが、似たような技術が利用されている。放射熱が映像に写るため、カメラやセンサー自身の温度を極低温に下げないと、これら機器自体からの放熱が熱雑音として写りこんでしまう。その為寒剤やペルチェ素子を用いて能動的に冷却を行っているものが多い。（→冷却CCDカメラ）
デンマークのフェーズワン社製のデジタルバックは、オプションで、赤外線写真撮影可能な仕様で注文できる。「P45+ IR model」は、39メガピクセル、コントラスト16ビットであり、その能力は8x10赤外線フィルムに相当する。

## レンズ
ニコンが製作した科学用途用写真レンズ、UVニッコールやペンタックスの望遠鏡SDPシリーズなど、近赤外光の撮影を考慮して可視光線とピント位置が同じになるように設計された特殊なレンズが存在する。
また、半導体産業においては赤外線撮像用顕微鏡レンズが使われている。これは、半導体に多用される（ほぼ）純ケイ素が可視光線では不透明一方、赤外線を透過しやすい性質があるためである。つまり、ケイ素を多用した半導体を赤外線撮影することにより、内部を「透視」することが可能になる。
光学系には、赤外域での透過性に優れたフッ素系の光学結晶や石英ガラス、反射光学系など特殊な光学素子・光学系が多用される。これらは民生用品と異なり量産されておらず、したがって一般的に赤外線用の光学系は高価である。